# Liste der Naturdenkmale in Merklingen
| Naturdenkmale | Anzahl |
| ------------- | ------ |
| FND           | 0      |
| END           | 19     |
| Gesamt        | 19     |

Die Liste der Naturdenkmale in Merklingen nennt die verordneten Naturdenkmale (ND) der im baden-württembergischen Alb-Donau-Kreis liegenden Gemeinde Merklingen. In Merklingen gibt es insgesamt 19 als Naturdenkmal geschützte Objekte, keines ist ein flächenhaftes Naturdenkmal (FND), alle sind Einzelgebilde-Naturdenkmale (END).
Stand: 1. November 2016.

## Einzelgebilde (END)
| Name                                             | Bild | Kennung     | Einzelheiten | Position | Fläche Hektar | Datum        |
| ------------------------------------------------ | ---- | ----------- | ------------ | -------- | ------------- | ------------ |
| Baumgruppe (12 Linden, 1 Esche, A.10a–A.10m)     | BW   | 84250790010 | Merklingen   | ⊙        | 0,0           | 1. Dez. 1997 |
| Lindenallee (10 Sommer-/Winterlinden, A.1a–A.1j) | BW   | 84250790001 | Merklingen   | ⊙        | 0,0           | 1. Dez. 1997 |
| 1 Rosskastanie                                   | BW   | 84250790003 | Merklingen   | ⊙        | 0,0           | 1. Dez. 1997 |
| 1 Sommerlinde (Rathauslinde)                     | BW   | 84250790006 | Merklingen   | ⊙        | 0,0           | 1. Dez. 1997 |
| 1 Sommerlinde                                    | BW   | 84250790007 | Merklingen   | ⊙        | 0,0           | 1. Dez. 1997 |
| 1 Sommerlinde                                    | BW   | 84250790009 | Merklingen   | ⊙        | 0,0           | 1. Dez. 1997 |
| 1 Sommerlinde                                    | BW   | 84250790011 | Merklingen   | ⊙        | 0,0           | 1. Dez. 1997 |
| 1 Sommerlinde                                    | BW   | 84250790015 | Merklingen   | ⊙        | 0,0           | 1. Dez. 1997 |
| 1 Sommerlinde                                    | BW   | 84250790016 | Merklingen   | ⊙        | 0,0           | 1. Dez. 1997 |
| 1 Sommerlinde                                    | BW   | 84250790017 | Merklingen   | ⊙        | 0,0           | 1. Dez. 1997 |
| 1 Sommerlinde                                    | BW   | 84250790018 | Merklingen   | ⊙        | 0,0           | 1. Dez. 1997 |
| 1 Sommerlinde                                    | BW   | 84250790021 | Merklingen   | ⊙        | 0,0           | 1. Dez. 1997 |
| 1 Stieleiche                                     | BW   | 84250790004 | Merklingen   | ⊙        | 0,0           | 1. Dez. 1997 |
| 1 Stieleiche                                     | BW   | 84250790014 | Merklingen   | ⊙        | 0,0           | 1. Dez. 1997 |
| 1 Ulme                                           | BW   | 84250790012 | Merklingen   | ⊙        | 0,0           | 1. Dez. 1997 |
| 2 Sommerlinden (A.19a, A.19b)                    | BW   | 84250790019 | Merklingen   | ⊙        | 0,0           | 1. Dez. 1997 |
| 2 Sommerlinden (A.2a, A.2b)                      | BW   | 84250790002 | Merklingen   | ⊙        | 0,0           | 1. Dez. 1997 |
| 2 Sommerlinden (A.22a, A.22b)                    | BW   | 84250790022 | Merklingen   | ⊙        | 0,0           | 1. Dez. 1997 |
| 2 Sommerlinden (A.8a, A.8b)                      | BW   | 84250790008 | Merklingen   | ⊙        | 0,0           | 1. Dez. 1997 |
| Legende für Naturdenkmal                         |      |             |              |          |               |              |